# Rhycherus gloveri
Rhycherus gloveri är en fiskart som beskrevs av Pietsch, 1984. Rhycherus gloveri ingår i släktet Rhycherus och familjen Antennariidae. Inga underarter finns listade i Catalogue of Life.